# Institut français du Rwanda
L'Institut français du Rwanda (IFR) forma part de la xarxa mundial dels instituts francesos. La seva oficina oficial és oberta per a l'ambaixada de França a Ruanda, a Kigali.

## Història
Creada el 2010 sota la denominació « Centre culturel français du Rwanda », després « Centre d'échanges culturels franco-rwandais », va ser reanomenat Institut français du Ruanda (IFR) en el marc d'una reforma mundial de la xarxa cultural i de cooperació del Ministeri Francès d'Afers Exteriors i Europeus iniciada per la llei del 27 de juliol de 2010 en substitució de les activitats culturals franceses que estaven fins llavors unides en l'associació Culturesfrance. Aquesta reorganització ha aportat una millor unitat i una gestió més senzilla. Els serveis de cooperació universitària, educativa, lingüística i cultural de l'Ambaixada de França s'han unit a l'Institut Francès de Ruanda. Mantenen vincles estrets amb el Consolat General del país.
Les relacions diplomàtiques complexes i sovint difícils entre França i Ruanda obligaren a l'Institut francès a una acció "fora dels murs", des de la seva oficina principal de l'Ambaixada de França i la seva biblioteca multimèdia al primer pis de la biblioteca municipal de Kigali.
El 2 de juliol de 2014, la ciutat de Kigali va prendre una ordre de demolició contra l'edifici de l'Institut Francès, després d'haver pres uns pocs mesos abans, una ordre d'expulsió dels seus propietaris. L'institut français tenia llavors l'única biblioteca oberta al públic de la ciutat, una única sala de cinema i un únic auditori conseqüent (500 seients) de l'aglomeració. Està situada prop de la intersecció principal de la cruïlla principal de la ciutat, la Place de l'unité nationale, entre l'Hôtel des mille collines i l'església de la Sainte-Famille.
L'Institut français du Rwanda es troba des d'aleshores als locals de l'ambaixada francesa, i la seva biblioteca està protegida per la biblioteca municipal de Kigali.

## Paper educatiu
El primer objectiu de l'Institut és oferir cursos, formació i exàmens de francès a un públic tan ampli com sigui possible. Per tant, l'Institut compta anualment amb centenars d'estudiants: nens, estudiants i professionals. L'IFN també està acreditat per transmetre i lliurar diverses certificacions internacionals, com ara: el DELF, eñ DALF, el TCF, el DELF Prim, el DELF Junior, i el TCF Québec.

## Activitats culturals
El centre cultural de l'institut deslocalitzat participa en l'escena cultural local, creant esdeveniments anuals d'abast nacional nacional, regional o local, depenent del projecte. L'IFR també participa en esdeveniments externs, en el marc de la promoció de la cultura i dels intercanvis entre França i Ruanda, i desenvolupant especialment les associacions amb altres entitats governamentals o no governamentals, especialment en relació amb la celebració d'esdeveniments que necessiten locals (cooperació franco-belga per a l'organització de formacions lingüístiques franco-alemany per a esdeveniments culturals, franco-estatunidenc per a la realització d'esdeveniments científics).
La seva biblioteca, el "French Corner" se situa a la Rwanda Service Library (l'antiga biblioteca pública de Kigali), i acull el secretariat dels cursos de llengües des de gener de 2015. Després de l'actuació de les autoritats locals el 2014, l'Institut compta amb més teatre en els seus propis locals, però organitza esdeveniments en diferents barris de Kigali.